# Maroadabo
Maroadabo is een plaats en commune in het oosten van Madagaskar, behorend tot het district Andilamena, dat gelegen is in de regio Alaotra-Mangoro. Tijdens een volkstelling in 2001 telde de plaats 4.450 inwoners.
De plaats biedt enkel lager onderwijs aan. 49 % van de bevolking werkt als landbouwer en 44 % houdt zich bezig met veeteelt. Het belangrijkste landbouwproduct is rijst; andere belangrijke producten zijn pinda's en maniok. Verder is 7% actief in de dienstensector.